# Klara Schedlich

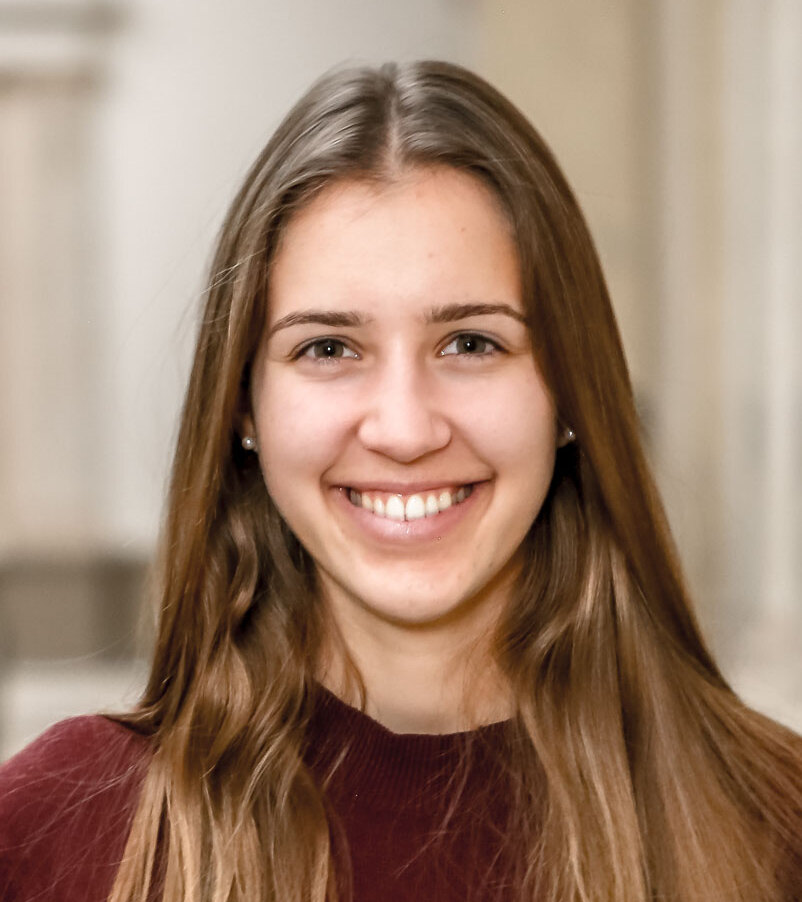
Klara Schedlich (2021)

Klara Schedlich (* 4. Januar 2000 in Berlin) ist eine deutsche Politikerin (Bündnis 90/Die Grünen). Seit 2021 ist sie Mitglied des Abgeordnetenhauses von Berlin.

## Leben

### Ausbildung
Klara Schedlich wuchs im Bezirk Reinickendorf auf. Ihre Mutter wie auch ihre Großmutter, die Menschenrechtsaktivistin Bosiljka Schedlich, sind kroatischer Herkunft; Schedlich wuchs zweisprachig auf. Sie besuchte seit ihrem sechsten Lebensjahr die Victor-Gollancz-Schule in Berlin-Frohnau und bestand ihr Abitur mit siebzehn am Neuen Gymnasium in Glienicke/Nordbahn. Nach dem Abitur begann sie ein Maschinenbau-Studium an der Technischen Universität Berlin, das sie neben ihrer Abgeordnetentätigkeit weiterführt. Zwei Semester verbrachte sie in Zagreb.

### Politik
Schedlich trat 2017 der Partei Bündnis 90/Die Grünen bei und engagiert sich parallel im parteinahen Jugendverband, der Grünen Jugend. Unter anderem gründete sie die Ortsgruppe Nord des Jugendverbandes und war dort Sprecherin. Des Weiteren war Schedlich seit 2018 Beisitzerin im Landesvorstand der Grünen Jugend. Ebenso engagiert sie sich in der Landesarbeitsgemeinschaft Bildung ihrer Partei und war von 2019 bis 2021 eine der Sprecherinnen. Schedlich ist zudem Co-Vorsitzende des grünen Kreisverbandes Reinickendorf.
2021 nominierte der Landesverband der Grünen anlässlich der Abgeordnetenhauswahl 2021 Schedlich für ein Direktmandat im Wahlkreis Reinickendorf 6 sowie für den aussichtsreichen Platz 7 der Landesliste. Sie war gemeinsam mit June Tomiak Spitzenkandidatin der Grünen Jugend Berlin. Als ihre politischen Schwerpunktthemen benannte Schedlich Jugend-, Bildungs- und Verkehrspolitik. Mit 21 Jahren war Schedlich die jüngste aller Kandidatinnen und Kandidaten der Berliner Abgeordnetenhauswahl 2021. Während des Wahlkampfes wurde das Kiez-Büro, das auch Schedlich nutzt, mit Hassbotschaften beschmiert.
Bei der Wahl konnte sich Schedlich in ihrem Wahlkreis nicht durchsetzen, sie unterlag mit 17,6 Prozent den Gegenkandidaten Frank Balzer (CDU, 36,6 %) und Kai Kottenstede (SPD, 21,8 %). Sie gewann jedoch ein Mandat über den siebten Listenplatz und zog damit ins Abgeordnetenhaus ein. Bei der Wiederholungswahl 2023 verteidigte sie ihren Sitz im Abgeordnetenhaus.
Die Fraktion von Bündnis 90/Die Grünen wählte Schedlich zur stellvertretenden Fraktionsvorsitzenden und außerdem zur fachpolitischen Sprecherin für Jugendpolitik und Berufliche Bildung sowie für Sportpolitik. Sie ist Mitglied im Ausschuss für Bildung, Jugend und Familie und im Ausschuss für Sport.

### Gelbhaar-Affäre
Schedlich wird im Zusammenhang mit den Belästigungsvorwürfen gegen den Grünen-Politiker Stefan Gelbhaar genannt. Sie hatte sich 2023 an die Ombudsstelle der Berliner Grünen gewandt. 2025 ging Gelbhaar gerichtlich gegen Schedlich vor, um ihr bestimmte Äußerungen über sich zu verbieten. Schedlich lastet Gelbhaar grenzverletzendes Verhalten an. Im März 2025 wurden ihr von der Pressekammer des Landgerichts Hamburg bestimmte Behauptungen im Wege der einstweiligen Verfügung untersagt. Teile der einstweiligen Verfügung wurde im Mai 2025 durch Urteil bestätigt. Die Pressekammer des LG Hamburg untersagte zum einen eine Äußerung, in der es hieß, dass Gelbhaar Schedlich regelmäßig Nachrichten geschrieben habe. Die Kammer untersagte diese Äußerung aufgrund des dadurch falsch erweckten Eindrucks als nicht zulässig. Tatsächlich habe es laut Gericht eine beiderseitige Kommunikation gegeben. Gleichzeitig betonte das Gericht, dass es nicht über den Wahrheitsgehalt der Aussagen urteile, da es nur über den konkreten Streitgegenstand in presserechtlicher Hinsicht zu entscheiden hat. Die Richterin betonte, dass das Gericht gerade nicht sage, dass etwas Bestimmtes unwahr sei.
Außerdem untersagte das Gericht Schedlich Aussagen über angebliche Schmeicheleien, unangemessene körperliche Berührungen und eine Einladung in Gelbhaars Wohnung. In einer Reportage der Süddeutschen Zeitung über den Fall durften die Aussagen hingegen Bestandteil der Berichterstattung bleiben und wurden nicht untersagt, eine Klage Gelbhaars scheiterte. Das Gericht räumt bei dieser Aussage keiner der beiden Seiten, die jeweils eidesstattliche Versicherungen vorgelegt hatten, ein höheres Maß an Glaubhaftigkeit ein, so dass die fehlende Beweisbarkeit in presserechtlicher Hinsicht zu Lasten Schedlichs ging.